# Gauliga Westmark 1943/44
Die Gauliga Westmark 1943/44 war die dritte Spielzeit der Gauliga Westmark im Fußball und gleichzeitig die letzte, in der ein Meister ermittelt wurde. Die Spielzeit war stark geprägt von kriegsbedingt schwierigen äußeren Bedingungen und dem zunehmenden Spielermangel bei den Vereinen. Bereits vor der Saison hatten sich der Vorjahresmeister FV Saarbrücken mit dem SC Altenkessel, die TSG 1861 Ludwigshafen mit der TSG Oppau sowie der Neuling VfL 1847 Speyer mit dem MSV Pioniere notgedrungen zu Kriegsspielgemeinschaften zusammengeschlossen, im Jahr 1944 bildeten auch der 1. FC und der VfR Kaiserslautern eine gemeinsame Mannschaft. Die Saarbrücker Mannschaft setzte sich in der Meisterschaftsrunde schließlich ohne Niederlage durch, erreichte die letzte Endrunde um die deutsche Meisterschaft und erreichte dort das Viertelfinale. Für die Spielzeit 1944/45 war eine Aufteilung der Spielklasse in zwei Staffeln vorgesehen, zu einem geregelten Spielbetrieb kam es aber offenbar nicht mehr.

## Abschlusstabelle
| Pl. | Verein                          | Sp. | S  | U | N  | Tore    | Quote | Punkte |
| --- | ------------------------------- | --- | -- | - | -- | ------- | ----- | ------ |
| 1.  | KSG Saarbrücken a               | 18  | 12 | 6 | 0  | 052:120 | 4,33  | 30:60  |
| 2.  | FV Metz                         | 18  | 9  | 5 | 4  | 047:260 | 1,81  | 23:13  |
| 3.  | VfR Frankenthal                 | 18  | 7  | 5 | 6  | 042:370 | 1,14  | 19:17  |
| 4.  | Borussia Neunkirchen            | 18  | 7  | 3 | 8  | 043:360 | 1,19  | 17:19  |
| 5.  | TuRa Ludwigshafen               | 18  | 5  | 7 | 6  | 032:390 | 0,82  | 17:19  |
| 6.  | TSG Saargemünd                  | 18  | 7  | 3 | 8  | 035:550 | 0,64  | 17:19  |
| 7.  | KSG Ludwigshafen b              | 18  | 6  | 4 | 8  | 033:310 | 1,06  | 16:20  |
| 8.  | TSG Merlenbach (N)              | 18  | 6  | 4 | 8  | 035:450 | 0,78  | 16:20  |
| 9.  | KSG VfL/MSV Pioniere Speyer (N) | 18  | 5  | 6 | 7  | 029:480 | 0,60  | 16:20  |
| 10. | 1. FC Kaiserslautern            | 18  | 3  | 3 | 12 | 031:500 | 0,62  | 09:27  |

| (N) | Aufsteiger aus der Bezirksliga |